# 제17방면군
제17방면군(일본어: 제17方面軍 다이 쥬나니 호멘군[*])은 몰락 작전의 대응책인 결7호 작전에 의거하여 한반도에 창설되었던 일본 제국 육군의 방면군이었다. 1945년 1월 22일부터 8월 9일까지 존재하였다. 조선군의 후속부대였다.

## 역사
1945년 2월 6일에 조선군이 조선군관구로 재편성되고, 조선군관구 사령관인 고즈키 요시오 중장이 제17방면군 사령관을 겸직하였다. 8월 9일, 소련이 일본에 대한 전쟁을 선언하고 참전하자, 일본의 천황 직속에서 관동군 예하로 편입되었다. 천황이 옥음방송으로 항복을 선언한 뒤, 부산항을 통해 상륙한 미국 제24(XXIV)군단에 의해 무장해제됨으로써 제17방면군과 예하 모든 부대가 해산되었다.

## 지휘부

### 사령관
1. 중장 板垣征四郎 이타가키 세이시로[*]:  1945년 2월 1일 ~ 4월 7일
2. 중장 上月良夫 고즈키 요시오[*]: 1945년 4월 7일 ~ 종전

### 참모장
1. 중장 井原潤次郎 이하라 준지로(일본어판) [*]:  1945년 4월 7일 ~ 종전

### 참모부장
1. 소장 菅井斌麿 스가이 토시마로(일본어판) [*]:  1945년 4월 7일 ~ 6월 1일
2. 소장  久保満雄[*]:  1945년 6월 1일 ~ 종전

### 그 외
- 고급참모: 대좌 杉田一次 스기다 이치지(일본어판) [*]
- 고급참모: 대좌 吉川猛 요키카와 타케시[*]
- 고급참모: 대좌 神崎長 칸자키 죠[*]
- 고급부관: 중좌 田中義一 타카나 요시카즈[*]
- 병기부장: 소장 丸山八束 스기다 이치지(일본어판) [*]
- 경리부장: 주계소장 松本健一 마츠모토 켄이치[*]
- 군의부장: 군의중장 進藤升 마스 신도[*]
- 수의부장: 수의대좌 吉谷茂 요시타니 시게루[*]
- 법무부장: 법무대좌 高塚憲太郎 타카츠카 켄타로[*]

## 부대
- 제58군
- 제120사단
- 제150사단
- 제160사단
- 제320사단
- 독립혼성 제127여단
- 부산 요새 사령부
  - 중포병연대
- 여수 요새 사령부
  - 중포병연대
- 제12공병대사령부
  - 독립공병 제125대대
  - 독립공병 제128대대
  - 독립공병 제129대대
  - 독립공병 제130대대
  - 독립공병 제131대대
- 제12야전수송사령부
  - 독립자동차 제65대대
  - 독립자동차 제70대대
  - 독립자동차 제82대대
- 독립혼성 제39연대
- 독립혼성 제40연대
- 전차 제12연대
- 독립야전포 제10연대
- 박격포 제30대대
- 박격포 제31대대
- 고사포제151연대
- 고사포제152연대
- 독립고사포 제42대대
- 독립고사포 제46대대
- 전신 제4연대
- 제5통신대
- 제46병참지구대
- 제62병참지구대
- 제10야전근무대
- 제36야전근무대
- 제37야전근무대
- 제71병참병원
- 제16군마방역창
- 제41경비대대